# 2004년 대한민국의 영화 목록
다음은 2004년에 개봉됐던 대한민국의 영화 목록이다.

## 목록
- DMZ, 비무장지대
- S 다이어리
- 가족
- 거미숲
- 고독이 몸부림칠 때
- 고리
- 귀신이 산다
- 귀여워
- 그녀를 모르면 간첩
- 그녀를 믿지 마세요
- 그놈은 멋있었다
- 까불지마
- 꽃피는 봄이 오면
- 나두야 간다
- 날으는 돼지 - 해적 마테오
- 내 남자의 로맨스
- 내 머리 속의 지우개
- 내 여자친구를 소개합니다
- 내 사랑 싸가지
- 누구나 비밀은 있다
- 늑대의 유혹
- 달마야, 서울 가자
- 도마 안중근
- 돈 텔 파파
- 돌려차기
- 라이어
- 령
- 마법경찰 갈갈이와 옥동자
- 마이 제너레이션
- 마지막 늑대
- 말죽거리 잔혹사
- 망치
- 맹부삼천지교
- 목포는 항구다
- 미소
- 바람의 전설
- 바람의 파이터
- 발레 교습소
- 범죄의 재구성
- 분신사바
- 빈집
- 빙우
- 사마리아
- 송환
- 슈퍼스타 감사용
- 시실리 2km
- 신부수업
- 신석기 블루스
- 신암행어사
- 썸
- 쓰리 몬스터
- 아는 여자
- 아라한 장풍대작전
- 아홉살 인생
- 안녕! 유에프오
- 알포인트
- 어깨동무
- 어디선가 누군가에 무슨일이 생기면 틀림없이 나타난다 홍반장
- 어린 신부
- 얼굴 없는 미녀
- 여고생 시집가기
- 여선생 VS 여제자
- 여자는 남자의 미래다
- 역도산
- 욕망
- 우리 형
- 인어 공주
- 인형사
- 주홍글씨
- 클레멘타인
- 태극기 휘날리며
- 투 가이즈
- 페이스
- 하류인생
- 효자동 이발사

## 참고 자료
- KOFIC 영화데이터베이스